# Samuel Cuburu
Samuel Abdul Cuburu Cano (Orizaba, 20 de fevereiro de 1928) é um ex-futebolista mexicano que atuava como meia.

## Carreira
Samuel Cuburu fez parte do elenco da Seleção Mexicana de Futebol, na Copa de 1950.